# ゴールデン・ミャンマー航空
ゴールデン・ミャンマー航空（Golden Myanmar Airlines）は、ミャンマーの航空会社である。

## 就航地
- ミャンマー
  - ヤンゴン
  - マンダレー
  - ヘホ（英語版）
  - チャウピュウ
  - ラーショー（英語版）
  - ミッチーナー（英語版）
  - ニャウンウー（英語版）
  - プータオ（英語版）
  - シットウェ（英語版）
  - タチレク（英語版）
  - タンドウェ（英語版）

2016年11月現在

## 機材
- ATR 72-600 3機（72席）[2][3]